# アレグザンダー・フレイザー (第17代ソルトーン卿)
第17代ソルトーン卿アレグザンダー・ジョージ・フレイザー（英語: Alexander George Fraser, 17th Lord Saltoun, KT. KCB, GCH, KStG, KMT、1785年4月22日 - 1853年8月18日）は、イギリスの貴族、陸軍軍人、政治家。
スコットランド貴族ソルトーン卿フレイザー家の当主で陸軍軍人となり、ナポレオン戦争や阿片戦争で英軍部隊の指揮を執った。軍人としての最終階級は中将。

## 経歴
1785年4月22日にスコットランド貴族第16代ソルトーン卿アレグザンダー・フレイザーとその妻マージェリー（イギリス東インド会社取締役サイモン・フレイザーの女子相続人）の長男としてロンドンに生まれる
。
1793年9月に父の死により17代ソルトーン卿の爵位を継承した。1802年4月に第35連隊に少尉(ensign)として入隊。1804年9月中に中尉(lieutenant)、大尉(captain)と昇進。同年11月に擲弾兵近衛連隊へ移籍し、同連隊に長く勤務した。
ナポレオン戦争勃発後の1806年にはヘンリー・ウィンヤード中将指揮下に行われたシチリア島遠征に参加したが、1807年10月にはイギリスへ帰国。この帰国の際にスコットランド貴族の貴族代表議員に選出され、貴族院議員に列した。所属政党はトーリー党だった。
1808年10月にふたたびイギリスを離れて半島戦争のア・コルーニャの戦いに参戦した。1809年にはワルヘレン作戦に参加。1811年にはカディスに送られているがバロッサの戦いには間に合わなかった。1812年から再び半島戦争に送られ、1813年のヴィトリアの戦い、ピレネー山脈の戦い、ビダソアの戦い、ニヴェルの戦い、ニヴェの戦いに参加した。1813年12月に中佐（lieutenant-colonel）に昇進した。
1814年のナポレオンの最初の失脚でイギリスへ帰国し、1815年3月に大法官を務めたトーリー党の政治家初代サーロー男爵エドワード・サーローの娘キャサリンと結婚。
まもなくナポレオンの百日天下を受けて再び大陸へ出征した。1815年6月16日のカトル・ブラの戦いには第2近衛旅団の中隊指揮官として参加。つづく6月18日のワーテルローの戦いでは指揮下の兵士3分の2を失いながらもハグアウモントをフランス軍の攻撃から防衛した。ピエール・カンブロンヌ将軍の古参近衛隊の突撃があった際にも相対し、その武装解除にあたった。
1821年に寝室侍従長(lord of the bedchamber)に就任。1825年5月には大佐(colonel)に昇進した。1827年には擲弾兵近衛連隊第1大隊名誉隊長となり、1837年には少将(major-general)に昇進。
阿片戦争勃発後、1841年に旅団指揮官として中国へ出征し、ヒュー・ゴフ中将の指揮のもとに鎮江の戦いや南京への進軍に参加した。阿片戦争勝利への貢献を評価されて議会からソルトーン卿に感謝状が送られている。
1846年には第2女王王立歩兵連隊の名誉連隊長となる。1849年に中将（lieutenant-general）に昇進し、1852年にはシッスル勲章を受勲した。
1853年8月18日にスコットランド・ロシズにある彼所有の狩猟小屋で死去した。子供がなかったため、爵位は甥のアレグザンダー・フレイザーが継承した。

## 栄典

### 爵位
1793年9月13日の父アレグザンダー・フレイザーの死去により以下の爵位を継承した。
- アバーネシーの第17代ソルトーン卿 (17th Lord Saltoun of Abernethy)
(1445年6月28日の勅許状によるスコットランド貴族爵位)

### 勲章
- 1815年、バス勲章コンパニオン(CB)[3]
- 1815年、マリア・テレジア軍事勲章騎士章（オーストリア帝国）[3]
- 1815年、聖ゲオルギ十字章（ロシア語版）騎士章（ロシア帝国）[3]
- 1818年、バス勲章ナイト・コマンダー(KCB)[3]
- 1821年、ロイヤル・ゲルフ勲章（英語版）ナイト・グランド・クロス(GCH)(ハノーファー王国)[3]
- 1852年、シッスル勲章ナイト(KT)[3]

## 家族
1815年3月6日に大法官を務めたトーリー党の政治家初代サーロー男爵エドワード・サーローの娘キャサリン(-1826)と結婚したが、彼女との間に子供はなかった。